# Nghệ tây
Nghệ tây (danh pháp hai phần: Crocus sativus) là một loài thực vật thuộc họ Diên vĩ. Loài này được Carl Linnaeus miêu tả khoa học đầu tiên năm 1753. Nghệ tây là loài bản địa của Tây Nam Á và đã được trồng lần đầu ở Hy Lạp. Là bản sao di truyền đơn hình thái, loài này đã từ từ lan truyền khắp Lục địa Á-Âu và sau đó đã được đưa đến các khu vực của Bắc Phi, Bắc Mỹ, và Châu Đại Dương.
Gia vị làm từ nhụy hoa nghệ tây được gọi là saffron. Saffron nằm trong nhóm các gia vị đắt nhất thế giới. Saffron được thu hoạch từ cuối tháng 10 đến đầu tháng 11. Nhụy hoa được phơi khô đến một mức độ nhất định. Gia vị saffron sẽ được tạo thành với một vị đắng đặc trưng. Sau khi khô, nhụy hoa co lại còn khoảng 1/3 so với hoa tươi. Để có 1 kg saffron người ta cần đến 200.000 bông hoa.

## Hình ảnh

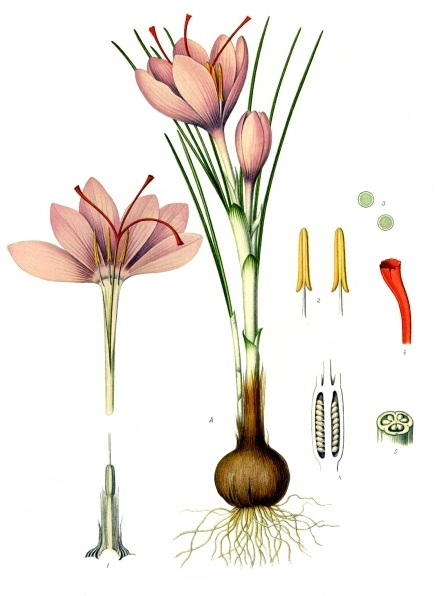
Tranh minh họa từ Köhler's Medizinal-Pflanzen (1897)
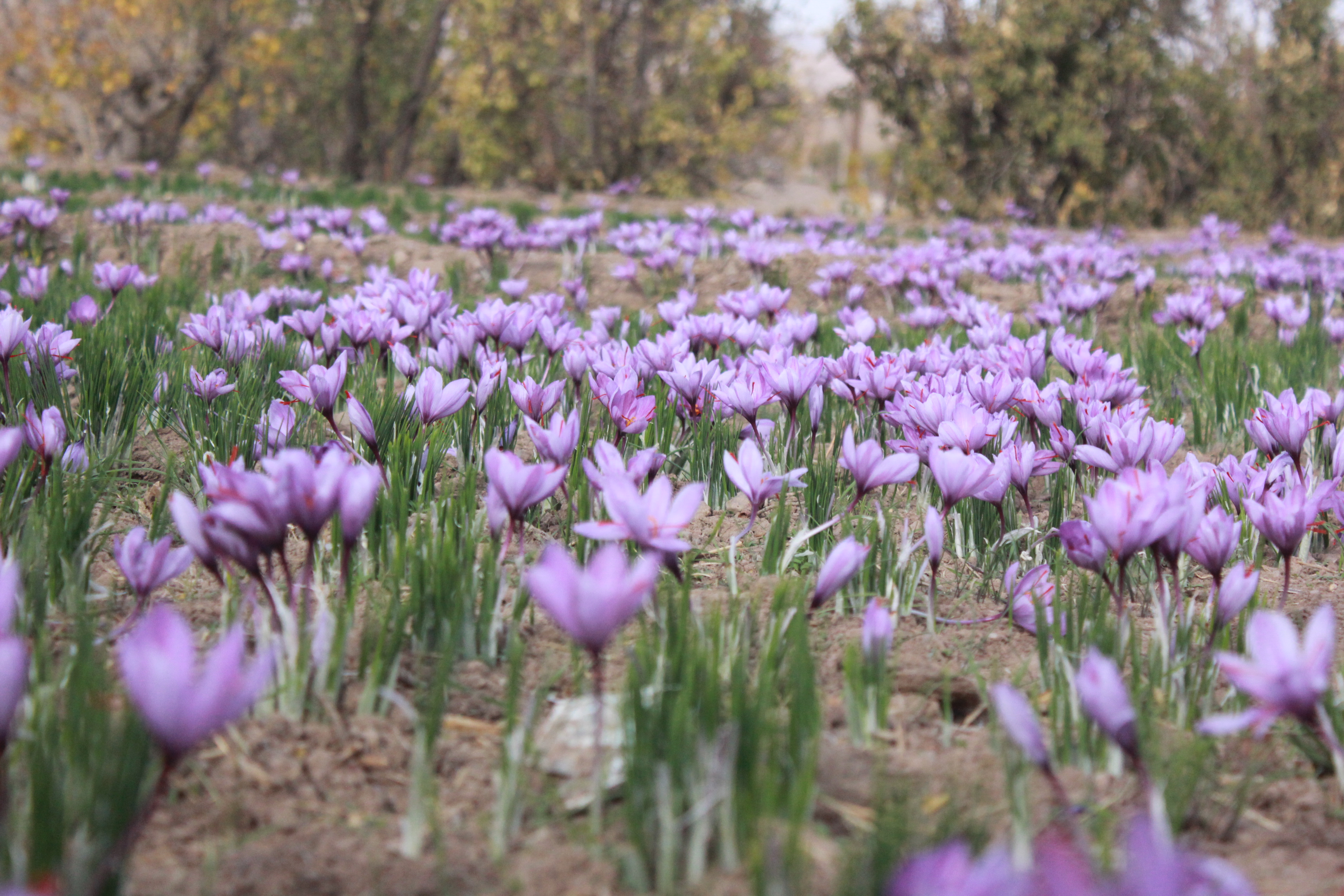
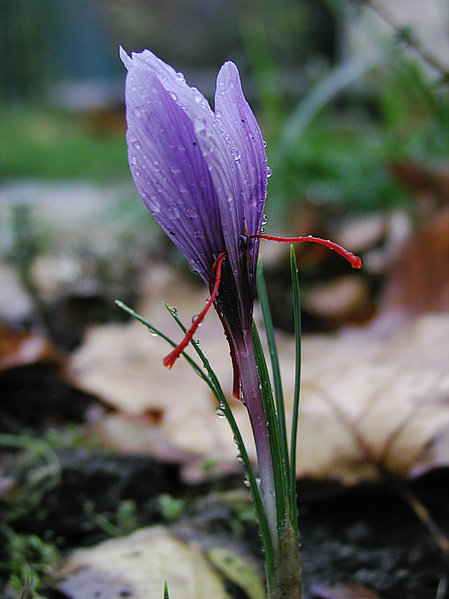
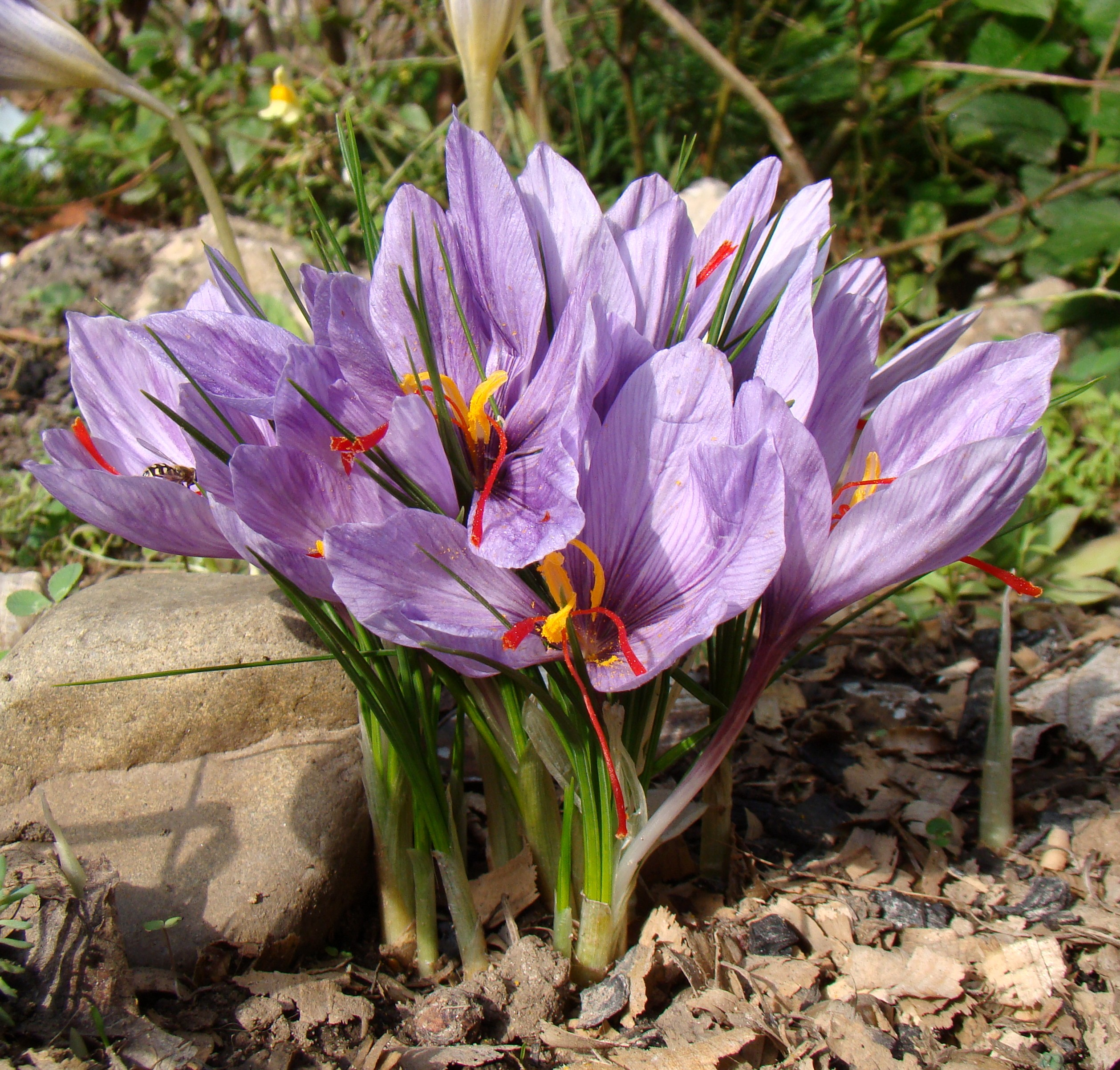
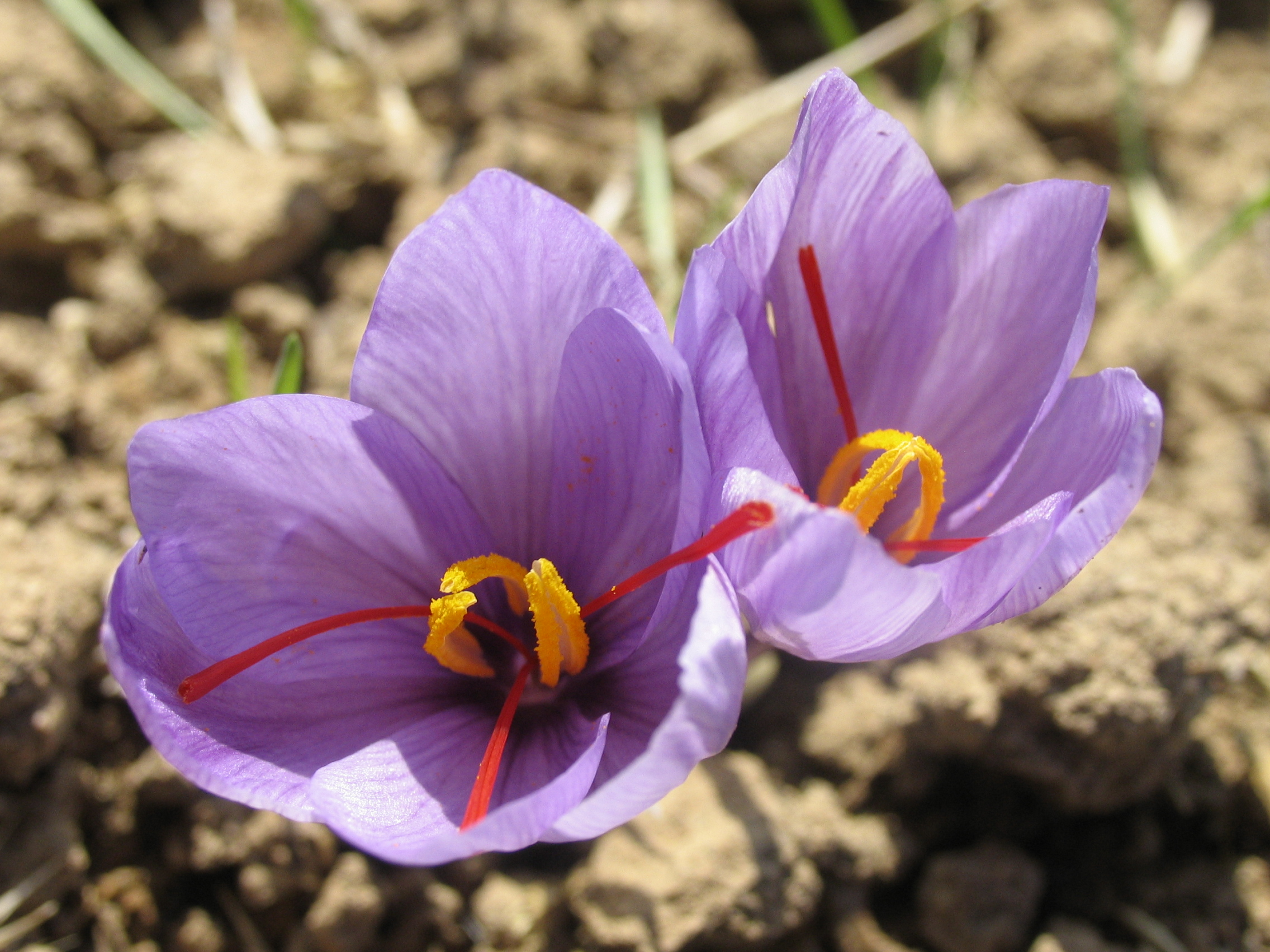
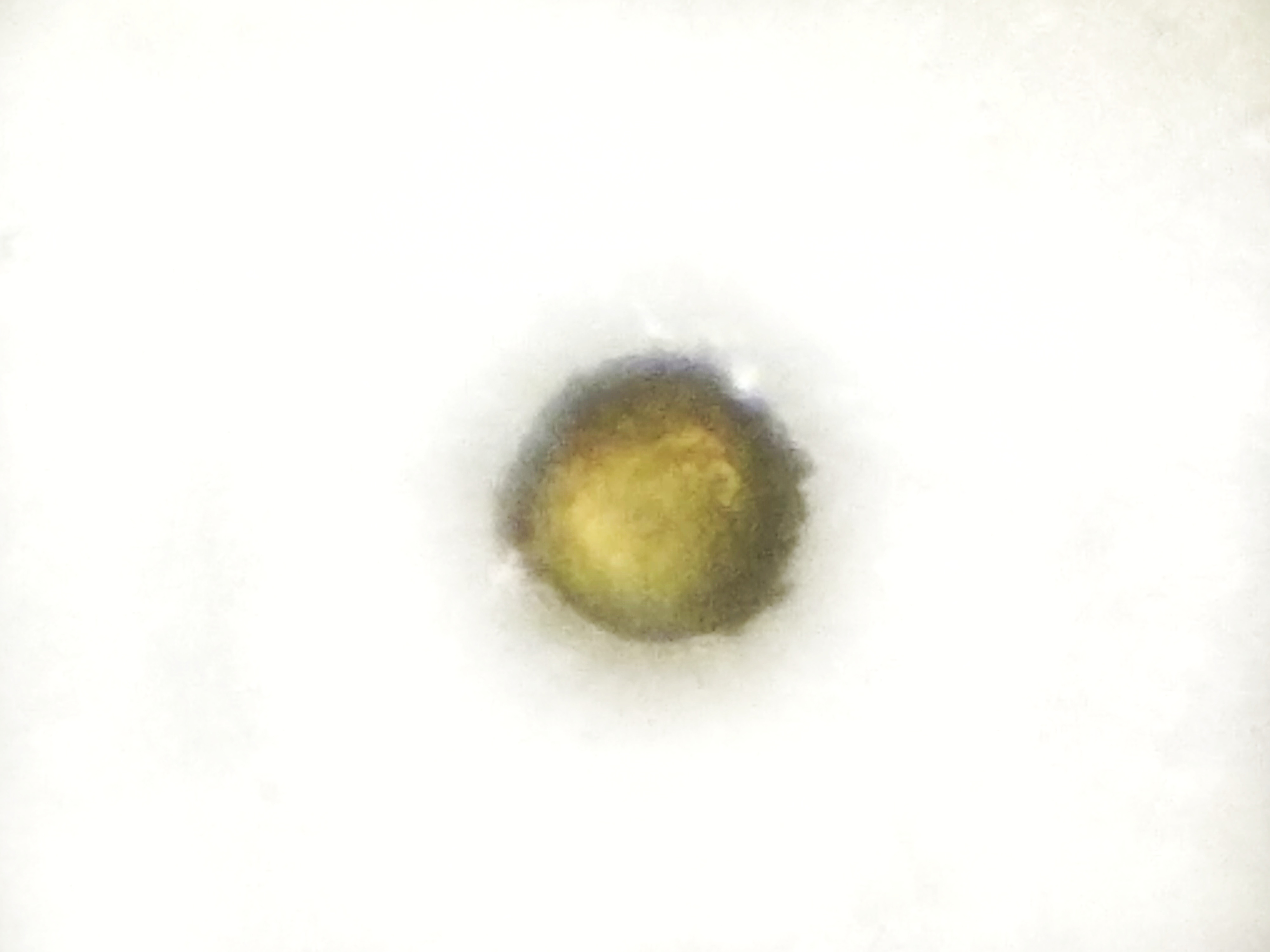
Phấn hoa, Afghanistan
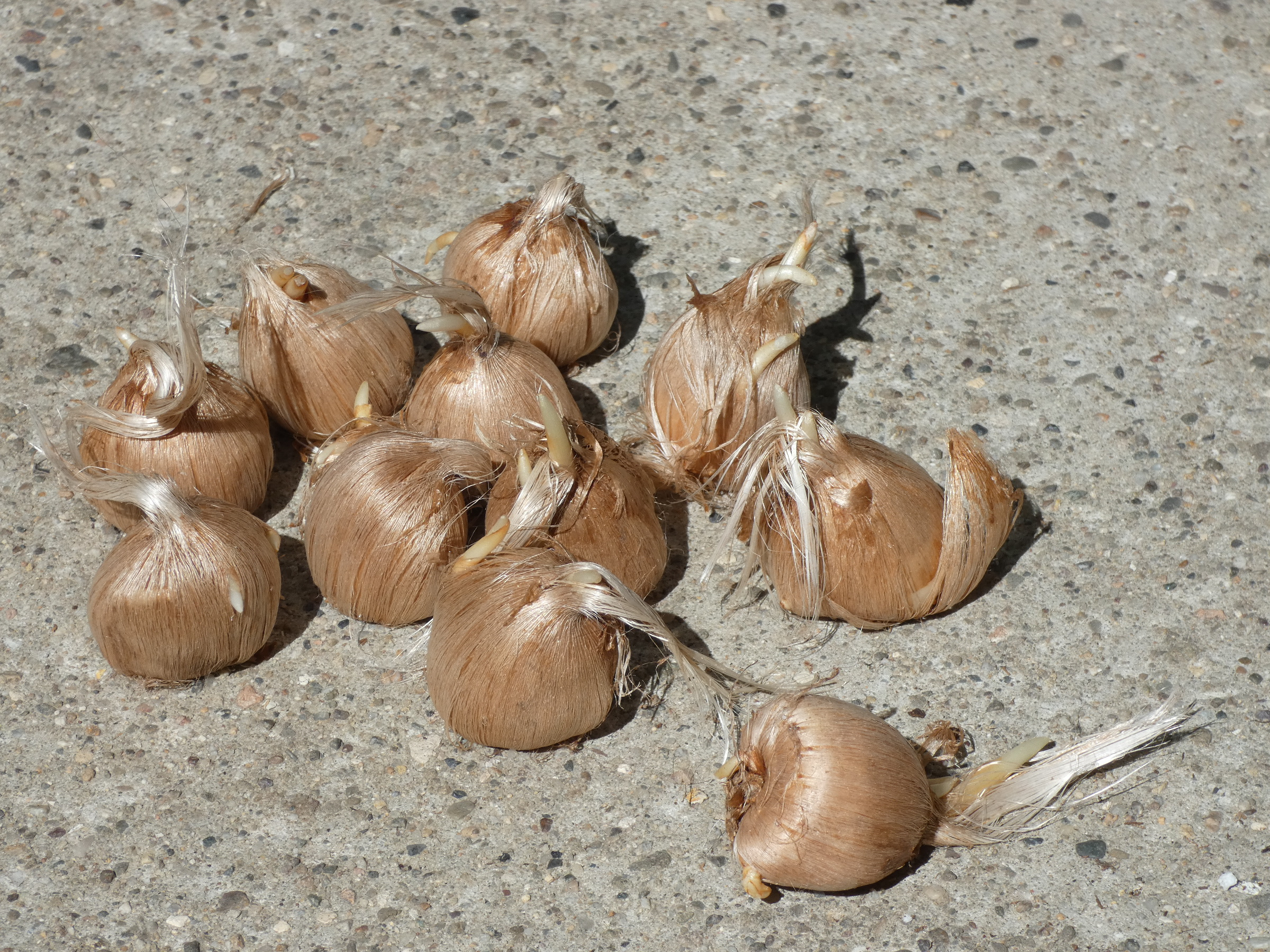
Củ nghệ tây
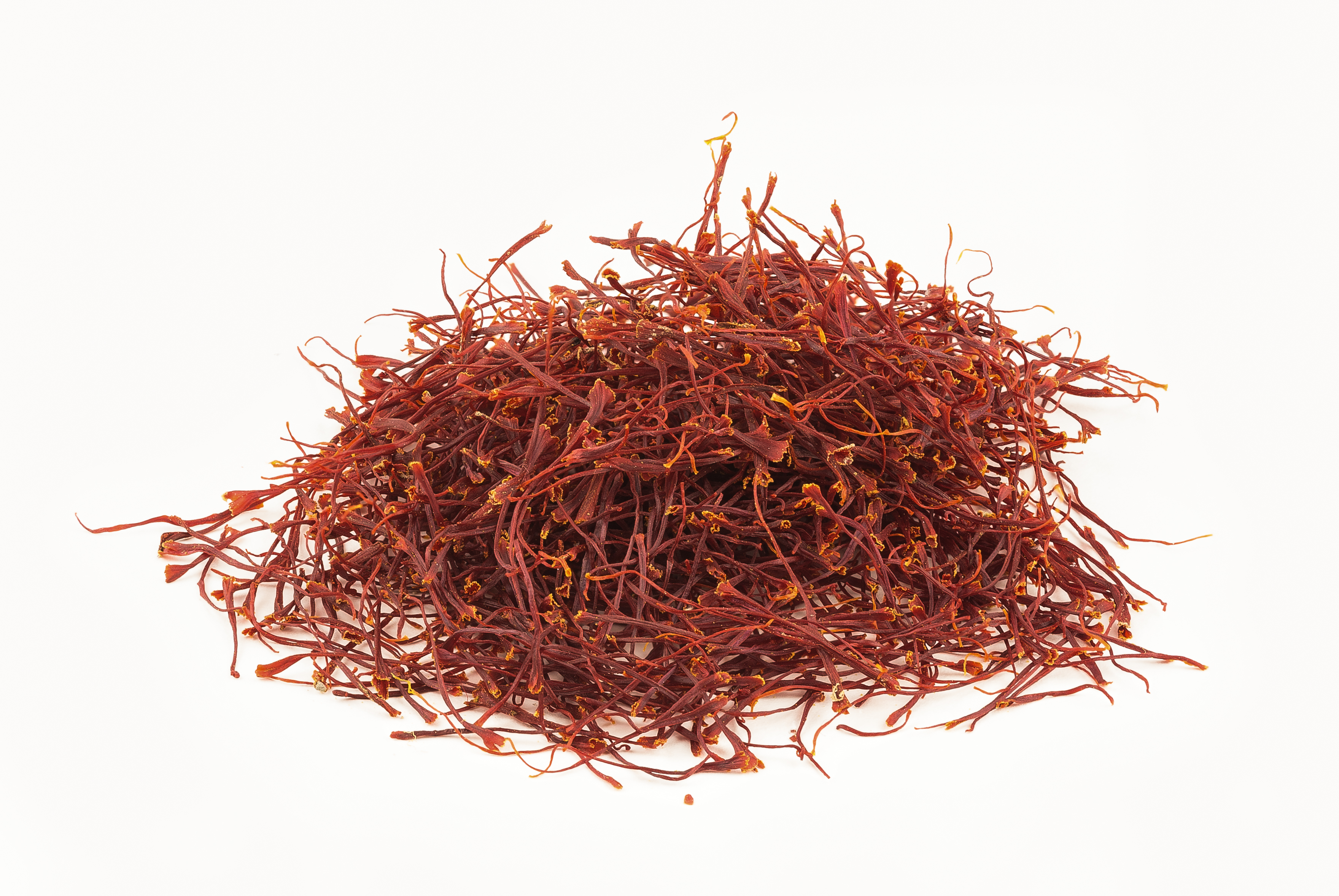
Saffron, sợi nghệ tây là loại khô và nhụy của C. sativus.
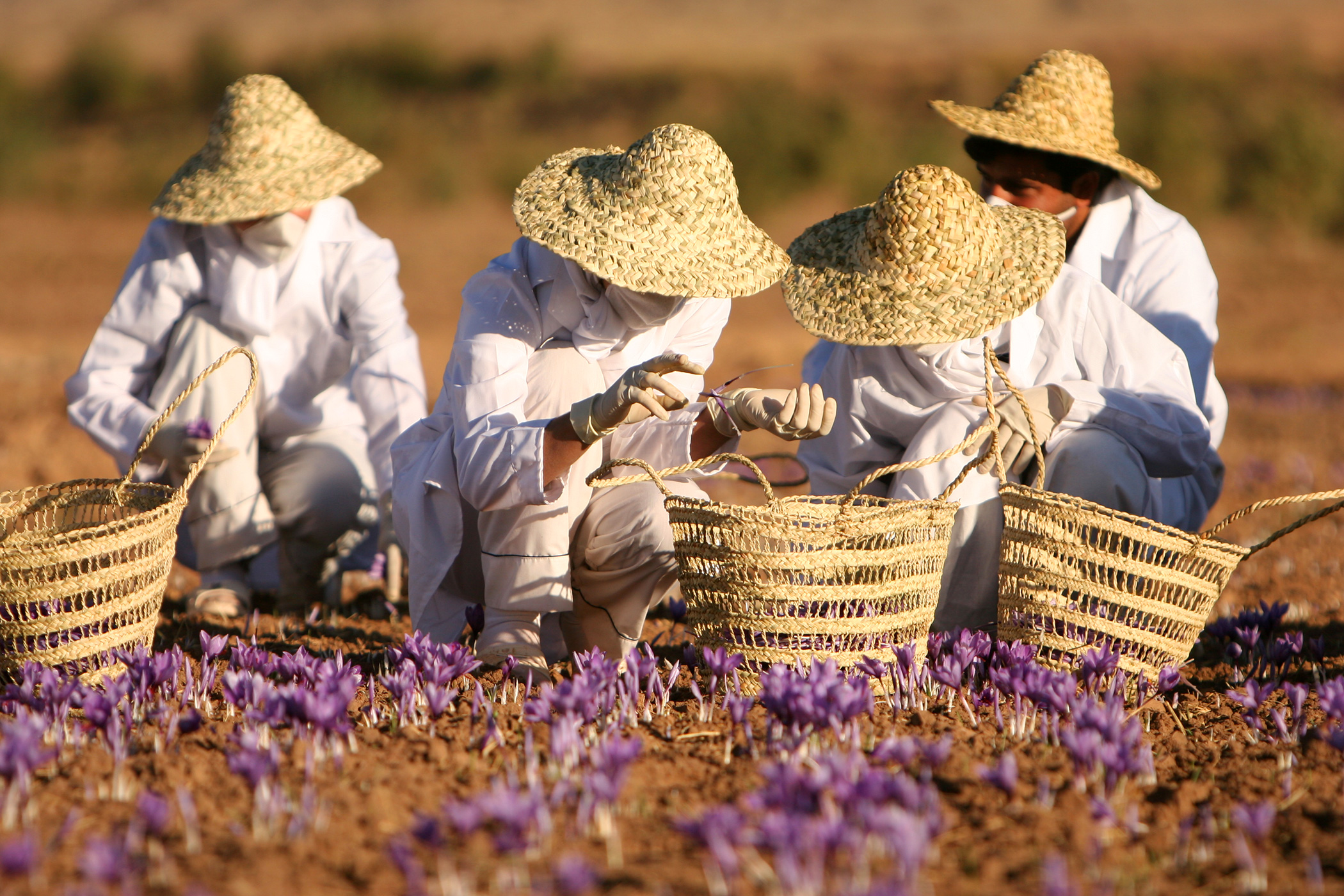
Thu hoạch Saffron ở Torbat-e Heydarieh, Iran